# Absolutego
Absolutego è il primo album in studio del gruppo drone doom metal giapponese Boris, pubblicato originariamente nel 1996 e come riedizione (Absolutego+) l'anno seguente.

## Tracce
Absolutego
1. Absolutego – 60:15

Absolutego+
1. Absolutego – 65:34
2. Dronevil 2 – 7:50

## Formazione
- Atsuo (Atsuo Mizuno) – voce, batteria (su Dronevil 2)
- Takeshi (Takeshi Ohtani) – basso
- Wata (Mizuno Yoko) – chitarra